# Chouzovy
Chouzovy (německy Chausow) jsou malá vesnice, část obce Chválenice v okrese Plzeň-město v Plzeňském kraji. Leží přibližně 2,5 kilometru jihovýchodně od Chválenic. Je zde evidováno 27 adres. V roce 2011 zde trvale žilo 49 obyvatel. Chouzovy leží jako jediná mimo hlavní silnici z Plzně do Českých Budějovic.

## Historie

### V majetku Rožmberků a pánů z Roupova
První písemná zmínka o vesnici pochází z roku 1379, kdy byla ves součást vlčtejnského panství, které patřilo mocnému rodu jihočeských Rožmberků. Ve zmíněném roce byl vydán Urbář zboží rožmberského, z něhož je patrné, že vlčtejnské panství bylo rozsáhlým dominiem. Společně s Chouzovy k němu patřilo dalších jedenáct vesnic. Chouzovy s osmi dvorci byly jednou z největších vsí tohoto statku. Z okolních vsí patřily k rožmberskému panství také dvory ve Střížovicích, Chlumánkách, Olešné a Nezvěsticích. V průběhu dalších dvou staletí byl život zdejších obyvatel úzce propojen s osudy obyvatel sousedních Želčan, Střížovic, Chválenic a Chlumu. Želčany patřily ve druhé polovině 16. století městu Rokycany a díky četným stykům s tamními obyvateli se zprávy o řadě chouzovských obyvatel dochovaly v rokycanských městských knihách. Tyto zprávy se většinou týkají sňatků, dluhů a výtržností. Dva lidé s příjmením Chouzovský – Jíra a Jan – žili v této době jako měšťané přímo v Rokycanech. Vlčtejnské panství, včetně Chouzov, bylo v této době majetkem Kryštofa staršího Roupovského z Roupova. K rozsáhlému roupovskému panství patřily do roku 1588 také další vesnice a městečka v okolí – Blovice, Chlum, Chlumánky, Lipnice, Nezvěstice, Poříčí, Šťáhlavice, Vlčtejn a Žákava.

### Součástí hradišťského panství
V roce 1588 koupil od Kryštofa Roupovského z Roupova vlčtejnské panství Jan Hradišťský z Hořovic na Hradišti. Chouzovy se tak staly součástí hradišťského panství, ke kterému již od první poloviny století patřily Chválenice. Zatímco Chválenice byly koncem 16. století připojeny k panství nebílovskému a s ním později k dominiu šťáhlavskému, Chouzovy zůstaly ve svazku hradišťského panství až do konce feudalismu v roce 1848. Historické vazby na Želčany a Chválenice zůstaly zachovány v rámci chválenické farnosti. Komplikované byly ale vzájemné sňatky a cesty za službou nebo stěhování. Poddaní museli mít ke všem těmto úkonům až do roku 1781 svolení vrchnosti. Ta dávala, především po třicetileté válce, svůj souhlas nerada. Poddaných bylo málo a jejich odchod byl nežádoucí. Ještě po roce 1848, kdy byly položeny základy k obecní samosprávě, zůstávaly Chouzovy svázány s bývalým hradišťským panstvím, neboť tvořily jednu obec s Vlčtejnem a Chlumánky.
Prvního chouzovský rychtář je známý z roku 1571. Jmenoval se Kašpar. V této době měli obyvatelé Chouzov především německá jména. Z povolání a řemesel jsou po třicetileté válce v Chouzovech zmiňováni krejčí, pastýř, ptáčník, podruzi a sedláci. Časem byly v Chouzovech zřízeny také šenk a kovárna. Z doby po třicetileté válce je zachován soupis poddaných hospodářů v tzv. berní rule z roku 1654. Je zde zachyceno jen 6 sedláků. O šedesát let později se pořizoval nový, tzv. tereziánský katastr. Podle něho bylo v Chouzovech stále šest usedlostí, a všechny byly značně velké. V roce 1829 chválenický farář uvádí, že Chouzovy mají již šestnáct domů a 103 obyvatel. V roce 1878 tu bylo dvacet domů a 107 obyvatel, v roce 1893 jedenadvacet domů a 116 obyvatel, v roce 1913 jedenadvacet domů a 116 obyvatel, v roce 1924 jedenadvacet domů a 112 obyvatel, v roce 1930 čtyřiadvacet domů a 124 obyvatel.

### Nejnovější historie
Vzhled obce se začal měnit až po první světové válce. Předtím tu byla, s výjimkou několika statků, jednoduchá stavení. Z roku 1896 se dochoval záznam o většině dřevěných domů krytých slámou. Chouzovy měly v první polovině 20. století svůj vlastní hostinec U Hajšmanů, ale do obchodu museli místní lidé chodit do Chválenic. Ve vesnici byly po první světové válce zastoupeny tři politické strany, a to agrární, sociálně demokratická a komunistická. Rozvoj zemědělství usnadnila elektrifikace v roce 1923, neboť v roce 1937 je zde zaznamenáno již sedmnáct elektrických motorů. Obyvatelstvo bylo závislé především na zemědělské výrobě. Řemeslníci, pokud tu byli, dojížděli za prací do okolí. V roce 1929 byl založen společný želčansko-chouzovský sbor dobrovolných hasičů, obecně známý jako SDH Želčany. Ve třicátých letech 20. století vedla přes Chouzovy první autobusová linka ze Střížovic do Plzně.
V osmdesátých letech 19. století se obyvatelé odkázaní na zemědělství nemohli již uživit a odcházeli za prací do Ameriky. Rovněž velká hospodářská krize třicátých let a nacistická okupace měly na život v obci stejně neblahý vliv. V roce 1950 se na společné schůzi občanů poprvé projednávalo sloučení Želčan a Chouzov. Dne 9. září 1952 vstoupila většina chouzovských hospodářů do nově založeného jednotného zemědělského družstva. Hospodářská zvířata byla rozdělena do jednotlivých dvorů a 15. prosince téhož roku byl do družstva sváděn dobytek. V roce 1961 byla v Chouzovech postavena porodna pro prasnice. V letech 1960–1961 byl ve statku č. p. 13 postaven kravín pro 96 krav. Svod krav do nového kravína se odehrál v březnu 1961. Ve stejné době se spojila JZD Chválenice, Chouzovy a Želčany a vzniklo jediné „JZD Rozkvět Chválenice“. V roce 1974 bylo JZD Chválenice sloučeno s JZD ve Šťáhlavech a Nezbavěticích v jeden velký ekonomický celek.
Ve spodní části vsi, poblíž lokality Na Rybníku, bývalo v minulosti několik typických venkovských staveb, především kovárna se zvoničkou na střeše. Poté, co chouzovská obec v polovině třicátých let 20. století let vystavěla u tzv. Bláhojc křížku samostatnou zvoničku, čekala obytnou část kovárny demolice. V roce 1990 byla na tomto místě postavena klubovna želčanských hasičů. Kovárnu dodnes připomíná pomístní název Za Kovarnou. Sousední lokalita Na Rybníku se jmenuje podle někdejšího velkého vrchnostenského rybníka, který ležel na Střížovickém potoce a tvořil hranici hradišťského a šťáhlavsko-nebílovského panství. Poté, co se rybník ve dvacátých letech 19. století protrhl, zanikl a prostor byl proměněn v louku. Před několika lety byl na části této louky opět vybudován malý rybník. Hranici hradišťského a šťáhlavsko-nebílovského panství dodnes vyznačuje několik zachovaných či rekonstruovaných mezníků z roku 1727.

## Obyvatelstvo
| Rok            | 1869 | 1880 | 1890 | 1900 | 1910 | 1921 | 1930 | 1950 | 1961 | 1970 | 1980 | 1991 | 2001 | 2011 | 2021 |
| -------------- | ---- | ---- | ---- | ---- | ---- | ---- | ---- | ---- | ---- | ---- | ---- | ---- | ---- | ---- | ---- |
| Počet obyvatel | 107  | 107  | 116  | 112  | 116  | 112  | 124  | 86   | 71   | 66   | 61   | 56   | 44   | 49   | 62   |
| Počet domů     | 20   | 21   | 21   | 21   | 21   | 21   | 24   | 24   | 24   | 17   | 15   | 16   | 21   | 20   | 23   |

## Obecní správa
Při sčítání lidu v letech 1850–1879 Chouzovy byly osadou obce Vlčtejn v okrese Plzeň. V letech 1880–1963 byly samostatnou obcí, se kterým patřily nejprve do okresu Plzeň, ale v roce 1950 v okrese Blovice. Od roku 1964 jsou částí obce Chválenice v okrese Plzeň-jih, ale od 1. ledna 2007 v okrese Plzeň-město.

## Společnost

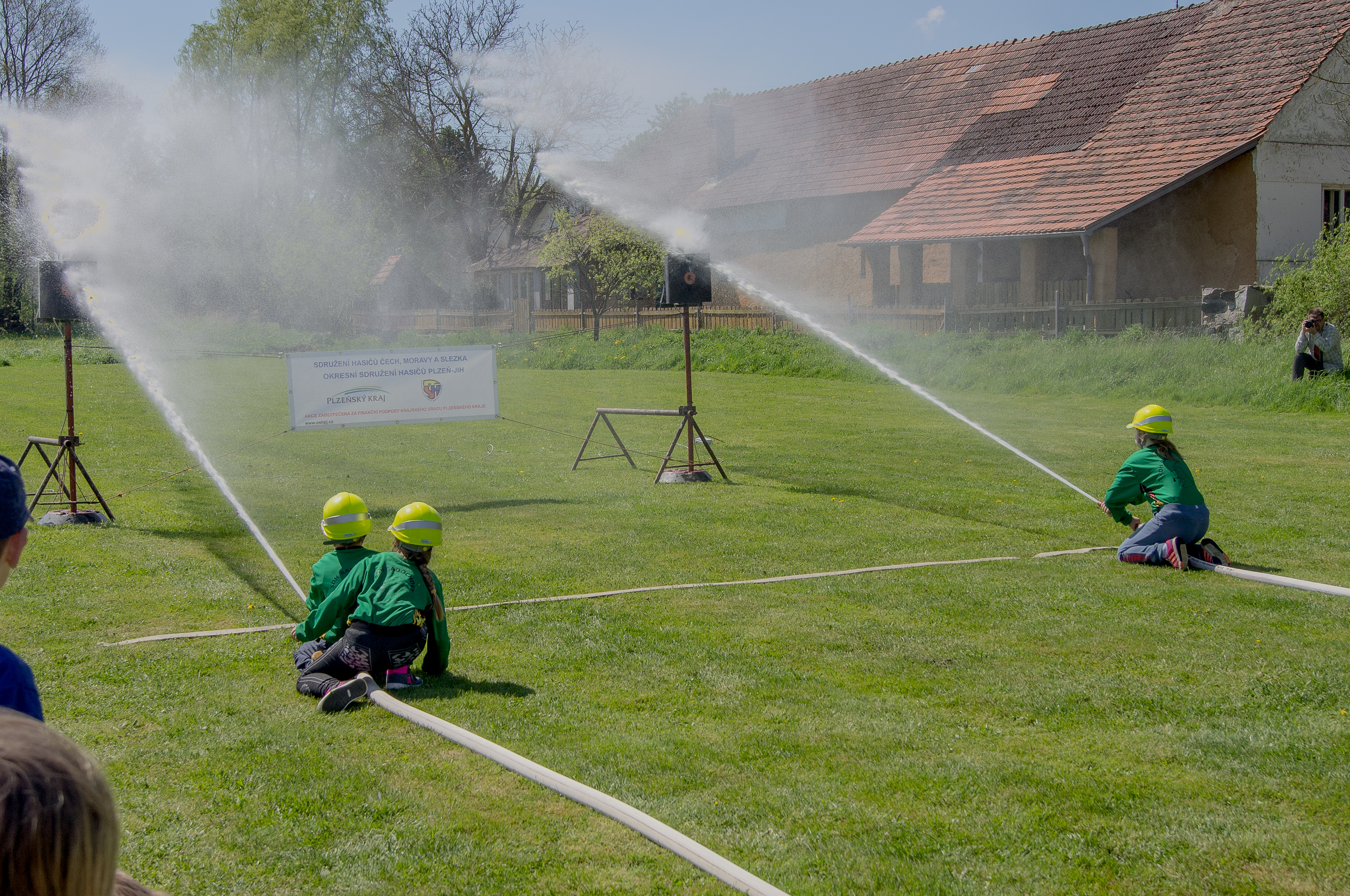
Hasičská soutěž Chouzovský rybník

O společenský a kulturní život se v Chouzovech stará především Sbor dobrovolných hasičů Želčany, kde jsou organizováni mladí hasiči nejen ze Želčan, ale také z Chouzov a Chválenic. V Chouzovech je také každoročně pořádána hasičská soutěž Chouzovský rybník a od roku 2019 navíc soutěž v tradičním sekání trávy, Chouzovská kosa.

## Turistika
V blízkém okolí Chouzov je několik turisticky zajímavých cílů:
- Niklojc hruška v Chouzovech
- novogotická zvonička – stavba z roku 1900 na návsi v Želčanech
- Alej republiky – skupina pěti lip vysazená roku 1969 při příležitosti 50. výročí vzniku Československé republiky
- kostel sv. Martina ve Chválenicích, pozdně barokní stavba od Kiliána Ignáce Dientzenhofera z let 1747–1752
- zřícenina gotického hradu Vlčtejn
- zřícenina gotického hradu Radyně
- barokní zámek Nebílovy
- barokní poutní kostel Nanebevzetí Panny Marie v Seči

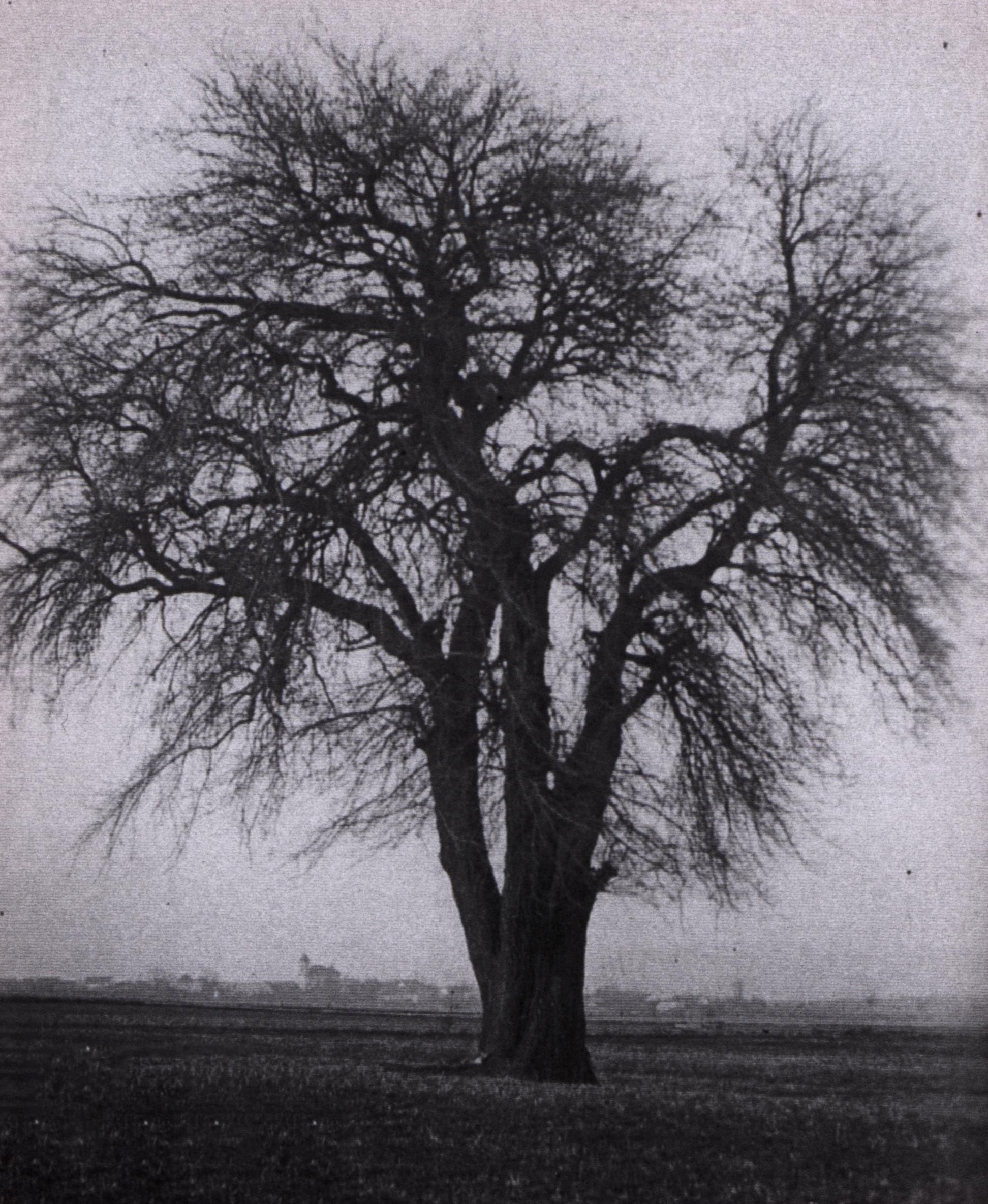
Niklojc hruška v roce 1950

- klasicistní zámek Kozel

## Památná Niklojc hruška
Jeden kilometr severně od Chouzov se v poli, v místě zvaném Na Borkách, nachází památný strom zvaný Niklojc hruška. Přesné stáří stromu se nepodařilo určit. Nejstarší svědectví pochází z roku 1845, kdy byla hruška již vzrostlým stromem na okraji panské pastviny. Strom byl mnohokrát poškozen přírodními pohromami. Při vichřici 23. února 1967 byla Niklojc hruška téměř zničena, ale i tentokrát se dokázala vzpamatovat. Přestože má dnes mnohem nižší korunu než před zmíněnou vichřicí, zůstává jedním z nejmohutnějších ovocných stromů na území České republiky. Hrušeň plodí malé hruštičky zvané "bobky". Od počátku 19. století patří strom a pozemek pod ním chouzovské rodině Hajšmanových (dnes Vimrových). Hruška má historicky řadu jmen – Niklojc hruška, Hruška Václava Hajšmana, Chouzovská hruška, hruška Bobek na Borkách. Za památný strom byla vyhlášena v říjnu 2016.

## Další fotografie

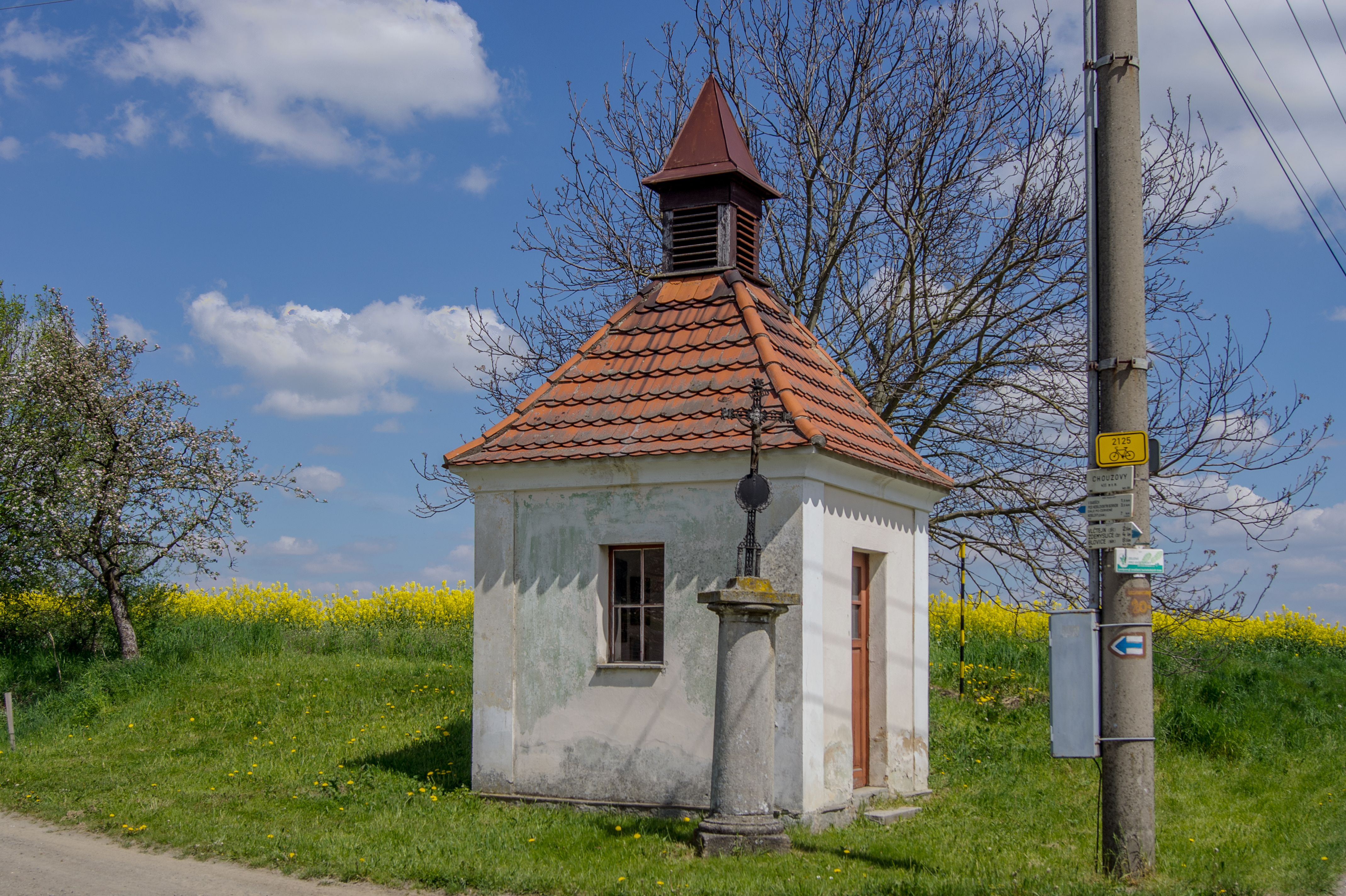
Křížek zvaný Bláhojc se zvoničkou
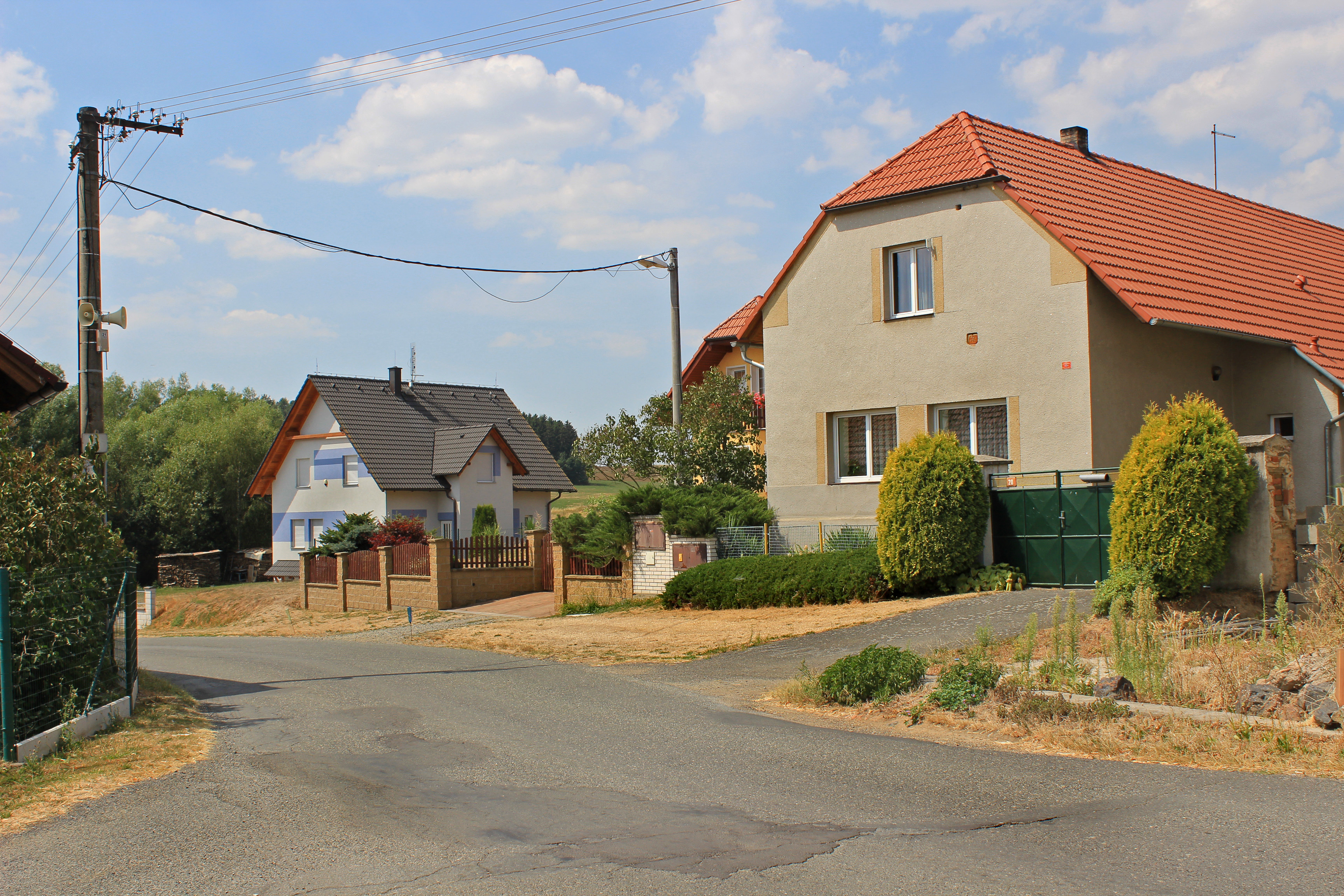
Domky na návsi
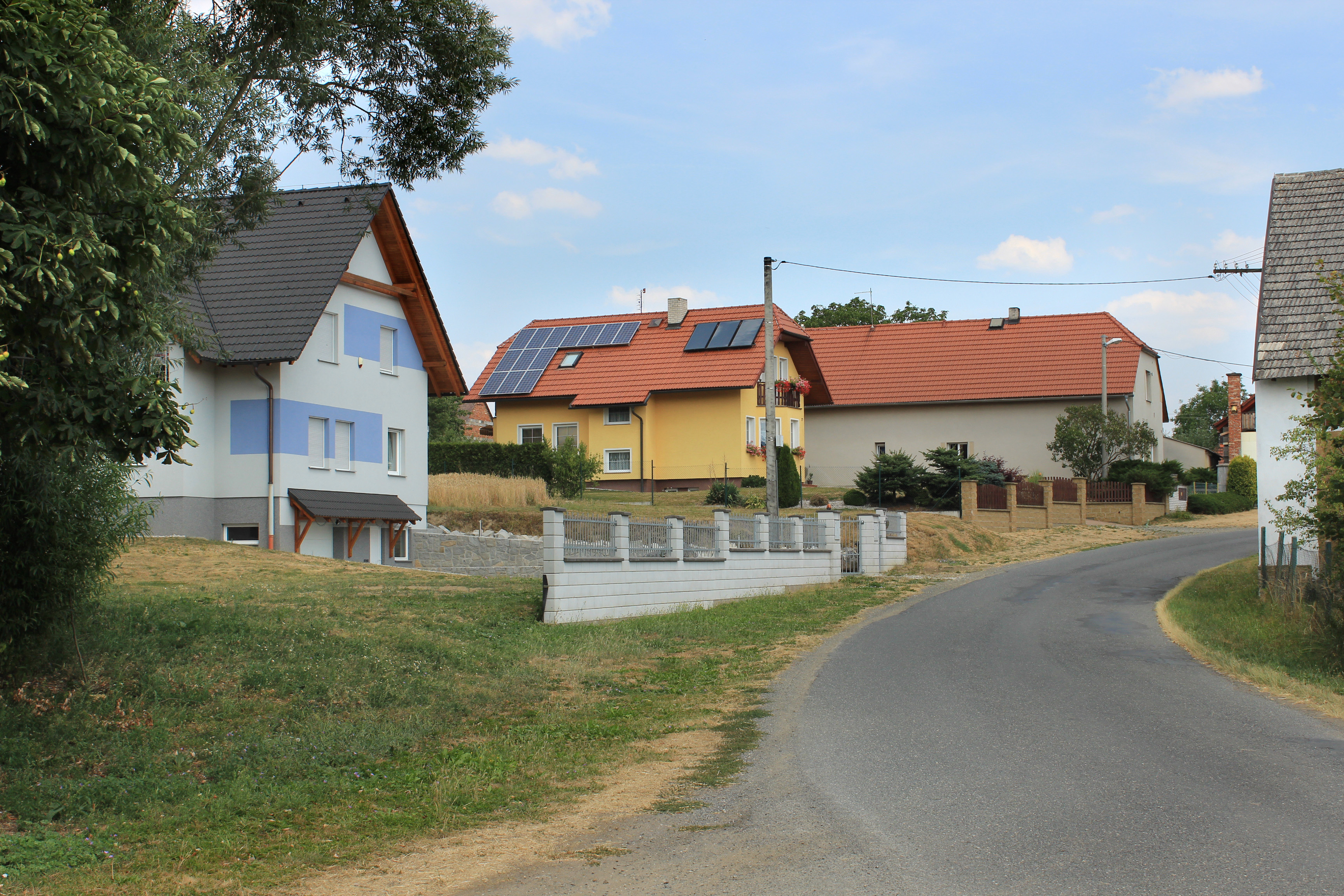
Silnice od Střížovic
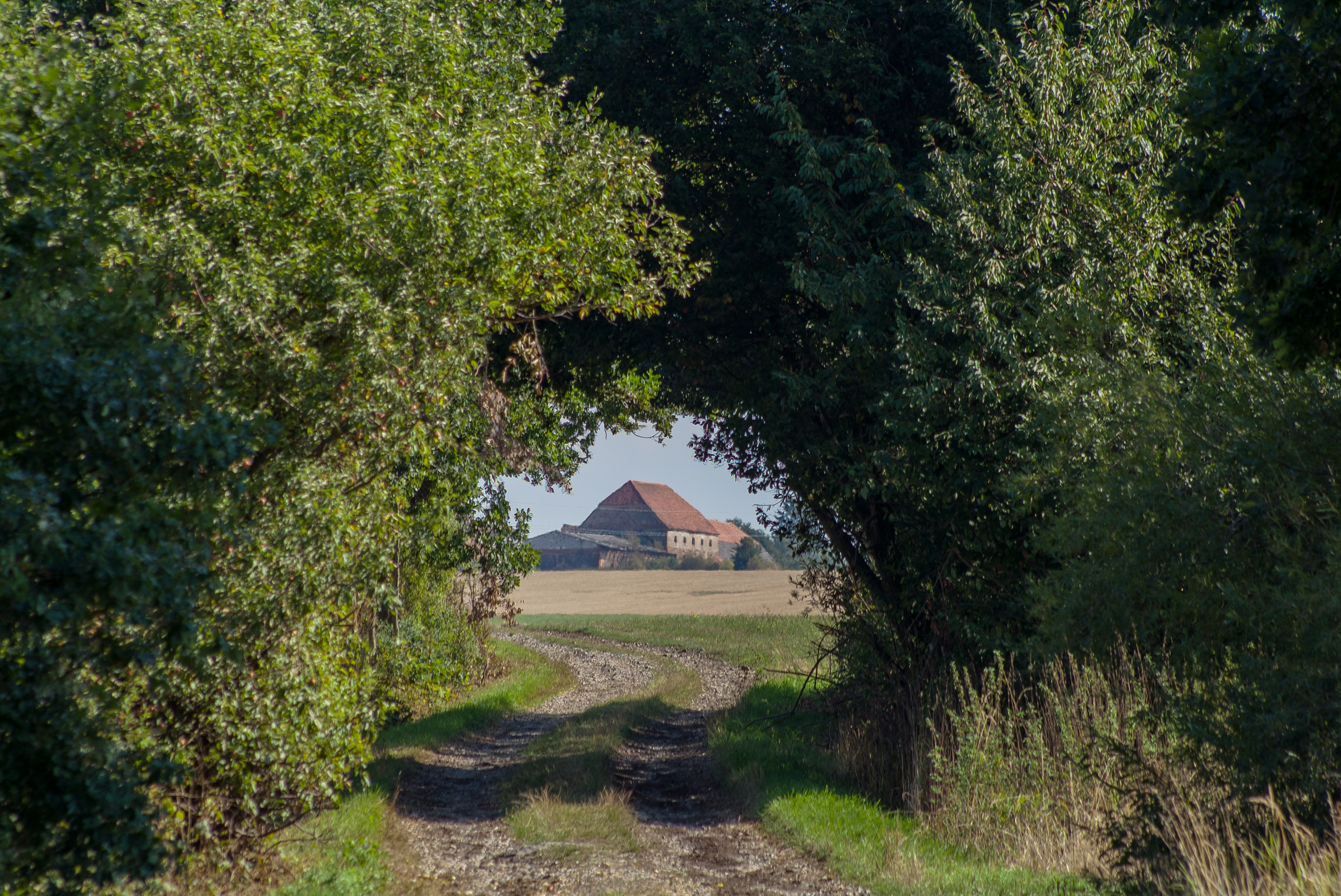
Cesta z Chouzov k Vlčtejnu
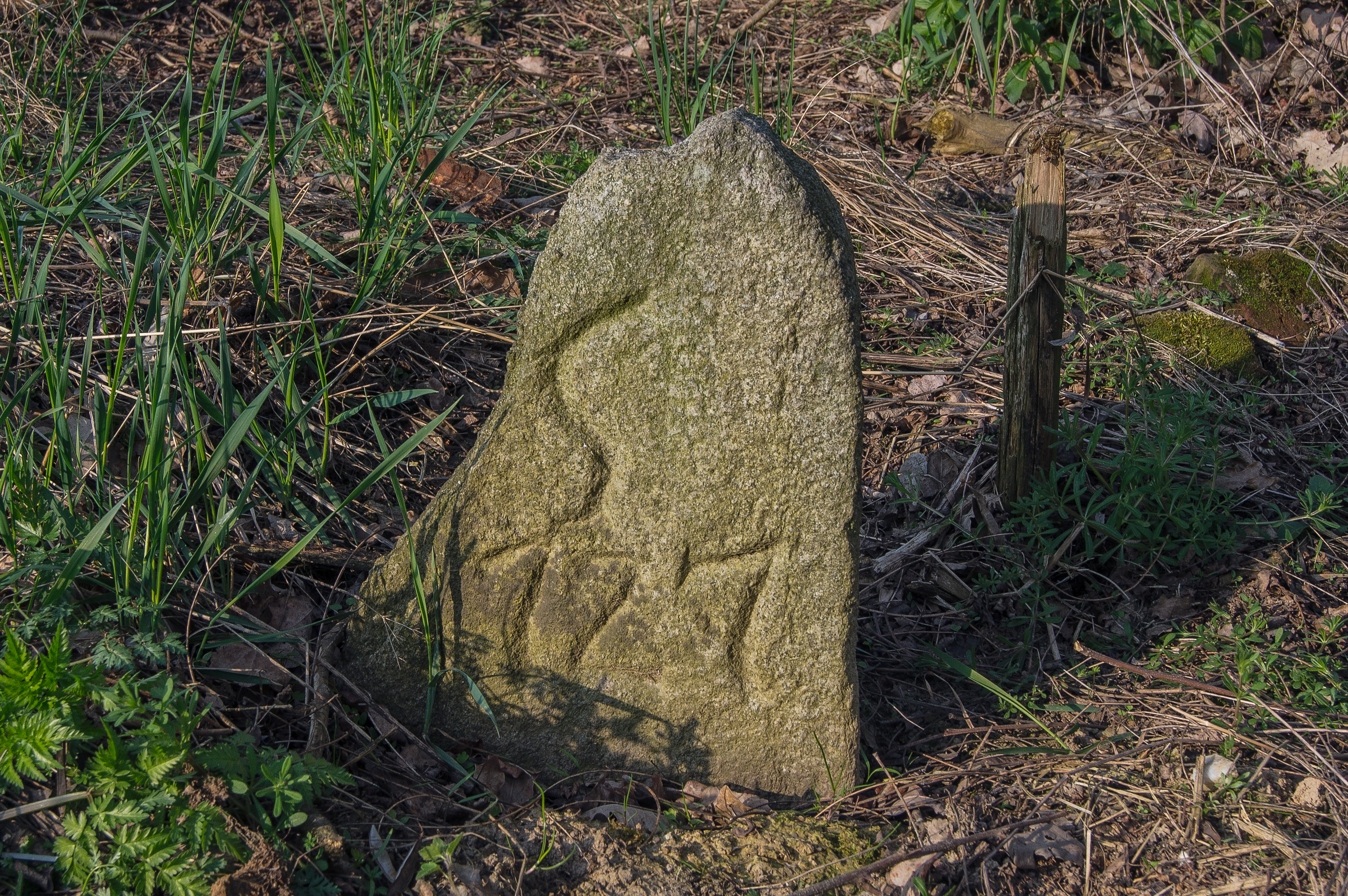
Hraniční mezník hradišťského a šťáhlavského panství z roku 1727
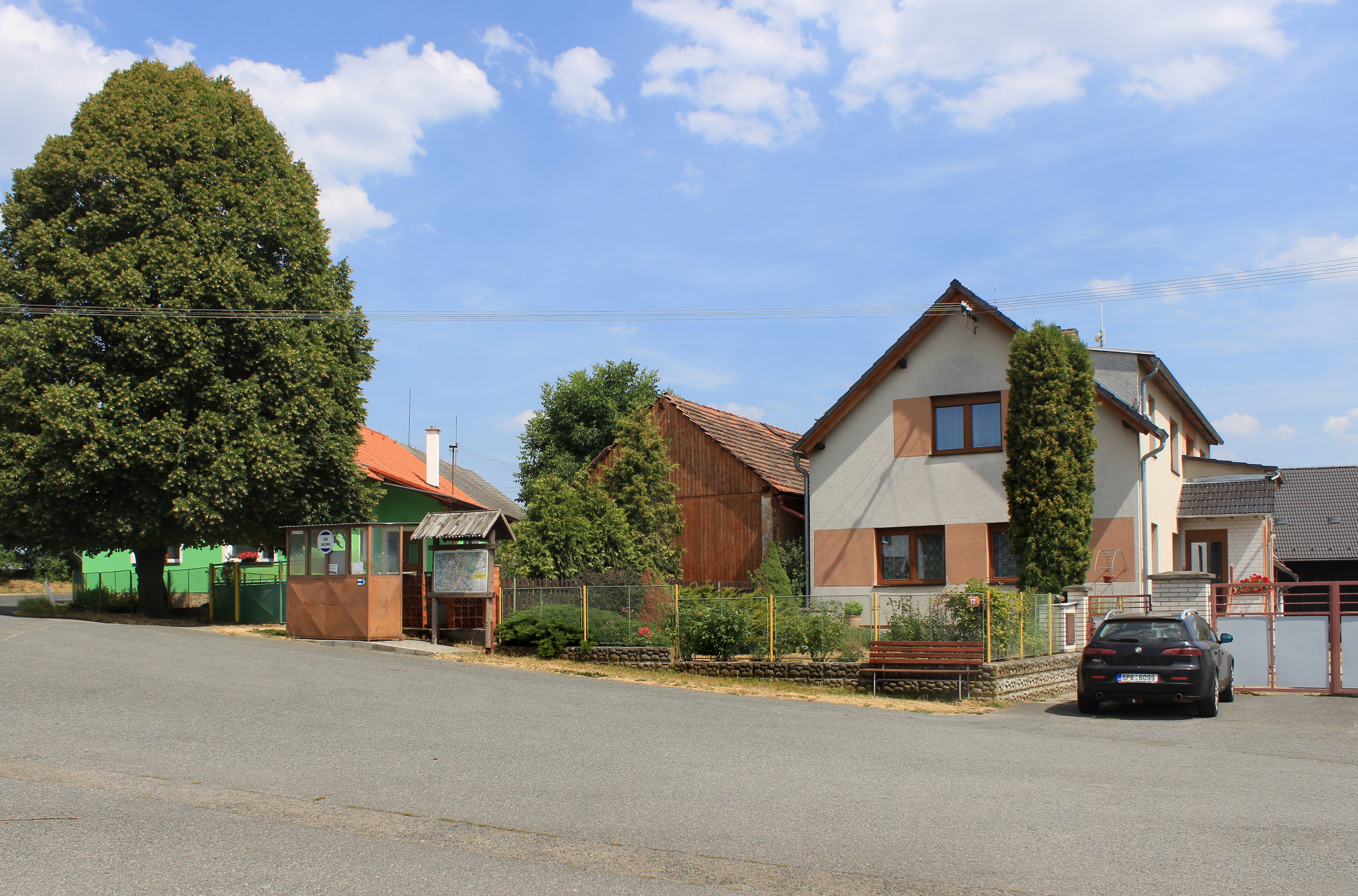
Náves v Chouzovech